# 機動戦士ガンダム バンディエラ
『機動戦士ガンダム バンディエラ』 (MOBILE SUIT GUNDAM BANDIERA) は、加納梨衣による日本の漫画作品。小学館の漫画雑誌『週刊ビッグコミックスピリッツ』（以後、『WBCS』）にて、2020年8号（2020年1月20日発売）から2022年16号（2022年3月19日発売）まで連載された。
テレビアニメ『機動戦士ガンダム』における一年戦争中の宇宙世紀0079年を舞台として、ジオン公国軍のモビルスーツ (MS) パイロットとなった元サッカー選手の主人公を描く。
なお、「バンディエラ」は「旗頭」を意味するイタリア語の語句であり、サッカーにおいてはフランチャイズ・プレイヤーのことを指す。

## 制作
矢立肇・富野由悠季原作によるテレビアニメ『機動戦士ガンダム』の放映40周年企画の一環として、企画された。これまでの『ガンダム』の派生作品では採り上げられることが希であった宇宙世紀世界の文化に焦点を当てていることが、特徴である。
連載開始にあたり、『WBCS』2020年8号では写真家・映画監督の蜷川実花が『ガンダム』作中の軍服をイメージしたコスチュームを着たコスプレイヤー・グラビアアイドルの桃月なしこを撮影した写真が同誌の表紙を飾り、彼女のグラビアも掲載された。また、『WBCS』2021年11号ではグラビアアイドルの十味が本作とのコラボレーション企画として地球連邦軍のコスプレを披露した写真が、グラビアページに掲載されている。
ユーリー・コーベル専用ザクII MS-06Leが、サンライズとBANDAI SPIRITSによる協力で立体化され、『月刊ホビージャパン』2020年11月号では特集が掲載された。東京・有隣堂ヨドバシAKIBA店では実物展示も行われた。

## あらすじ
宇宙世紀0079年、ジオン公国軍では「左利きのザク」を隊長機とする「レプス (Lepus) 部隊」が編制された。その隊長であるユーリー・コーベルは、かつて地球連邦を含むサッカーの国際大会「ギャラクシーカップ」でチームを優勝に導いたが、自分を除くチームメイト全員が乗った民間シャトルが地球連邦軍に撃墜されて死亡したことにより、宣撫も兼ねてジオン軍に入隊させられた（広報的には自ら志願しての入隊となっている）。
レプス部隊はソロモン近傍で補給基地建設のための物資を輸送中だった地球連邦軍艦隊を撃破してサイド3へ帰還してくる。サイド3ではマスコミがユーリーらの活躍と共にチームメイトを失った悲劇性を広報する。そこにセリダ一等兵が新兵としてレプス部隊に着任。地球のオデッサ基地陥落の報が入ったころ、レプス部隊はサイド5宙域に建設中との情報を得た連邦軍補給物資の集積所の捜索と破壊の任務に出発する。連邦MS隊のシモン・バラに苦戦したり、ジムが盾となってボールが攻撃を加える隊列にも苦戦するが、ユーリーのサッカーを活かした戦術で防衛部隊を撃破し、集積所の制圧に成功する。
続いてレプス部隊に下された任務は陥落したオデッサ基地から脱出した要人、モンメルリ博士の救出だった。ザンジバル級に乗り換え、地上用にMSを換装。地上に降りたユーリーは恩師であり、監督でもあったクラウデンと再会する。レプス部隊は連邦軍の航空隊、戦車隊、ビッグ・トレーによる猛攻に遭うが、ユーリーとクラウデンの活躍により、これを撃退する。
キャリフォルニアベースに来たレプス隊は、戦意高揚とジャブロー攻略作戦隠蔽のために開催される観兵式、軍事パレードに参加することになる。しかしながら、新兵器とは名ばかりの張りぼてをあつめた軍事パレードであった。
その頃、シモンは左遷先であるサイド6でテム・レイの警護を行っていた。テム・レイの記すガンダムの設計図に書かれた数値は自分が乗っていたジムと違い過ぎていた。テム・レイからもらった設計図を手に上官であるマーレにかけあうが、マーレは「ガンダムとはエースパイロット専用の超特別機」と一蹴しかかる。しかしマーレは、設計図がキャリフォルニアベース奪還用MS開発計画が滞っている問題点を解決するものと見抜き、ジオン広報が喧伝するキャリフォルニアベース軍事パレードの阻止作戦を上奏。上官を半ば恫喝するようにその任をもぎ取った。
軍事パレード開催当日。3機の連邦軍輸送機は基地からの迎撃機編隊を全滅させる。防衛に出撃したユーリーのザクの前に、シモンの乗るガンダムが降り立つ。地形を活かした戦いで一時はユーリーが優位に立つものの、機体性能の差からユーリーはザクを大破させられる。シモンらの攻撃は秘密部隊であったため公にはできず、ジオン広報は成功裡に軍事パレードが終わり、士気向上したかのように報じる。ジャブロー攻略作戦の大敗の報も入り、レプス部隊は再び宇宙へと上がる。
ユーリーとセリダには別命でサイド6のフラナガン機関へ立ち寄ることになった。フラナガン機関でモンメルリ博士と再会し、ニュータイプ適性試験を受けたユーリーとセリダはフラナガン機関在籍の被験者の平均値よりも高い適性数値を出した。フラナガン機関の研究員は戦局を覆すため、ニュータイプの素質を開花させるため、セリダに強化人間手術を勧めるのだった。セリダはユーリーを護りたい一心で強化人間手術を受諾し、ユーリーはそれを知らずに先にグラナダへと戻った。グラナダでユーリーはマ・クベから専用機EMS-10Leを受領する。
本来、重力下での格闘戦闘を想定していなかったガンダムの再整備のためマーレの部隊はソロモン攻略戦に参加できず、シモンともどもトリントン基地に残留していた。ユーリーを殺害したと思ってるシモンは落ち込んでいたが、マーレから連邦軍部隊を殲滅したEMS-10Leの写真を見せられ、ユーリーを戦いから救うことを改めて誓う。ア・バオア・クー攻略戦の後発部隊となったマーレの部隊は作戦スケジュール上からもグラナダ近くを通る航路を選択せざるを得なかった。そこはレプス部隊の狩場でもあった。
不意打ちでマーレの部隊に所属するサラミス級を大破させたユーリーのEMS-10Leにシモン、ハッティらが迎撃に出るが、ユーリーは難敵のガンダム、シモンとの直接対決は避け、連邦艦隊に攻撃をしかける。しかし、ダニリー機を撃破したところでシモンの逆襲に会い、携行武器を破壊されビームサーベルを仕込んだ左足を切断される。シモンがユーリーに止めをさせないことにいら立つマーレは艦隊旗艦トラファルガの主砲をユーリー機に向けるが、トラファルガは次の瞬間に大破した。ニュータイプ用MSに乗ったセリダが援軍として現れたのである。圧倒的な戦力で連邦のMSを、艦隊を撃墜していくセリダ。マスコミはユーリーに替わる新たな英雄としてセリダのプロフィールを含めて報道し始めた。そんなセリダを止めるユーリーの声はセリダに届かない。かつてのチームメイトであるキイドがユーリーの脳裏に、今のセリダは先刻までのユーリーの姿だと語りかけてくる。クラウデン監督もマ・クベもユーリーには戦いの象徴のような役割から降りて欲しかったのだが、その役割は今やセリダのものであると。セリダは、ユーリーに害を成す最大の敵としてシモンのガンダムを撃つが、そこにユーリーが割り込む。砲撃はEMS-10Leを大破させ、セリダは絶叫する。

## 主な登場人物

### ジオン関係者
ユーリー・コーベル (Jurij Cobel)
本作の主人公。ジオン公国軍の中尉。左利きであることから、搭乗する薄紅色のザクIIも右肩にスパイクアーマーが装備されており、左腕でザク・バズーカなどの武装を保持している。なお、従来は左肩に装備されているシールドは右肩に装備されていない。ザクマシンガンも照準器などが通常の物とは左右逆になっている。
元は地球連邦のサッカーファンにも広く名を知られるサッカー選手であり、サイド3の強豪サッカーチーム「オクラント・レプス」で背番号10を付けて活躍していた。なお、チームのキャプテンは背番号8を付けたキイド。
太田垣康男はコミックス2巻の推薦文において、肩シールドを排した専用ザクから、守備を捨てて攻撃に特化したユーリーの実力が判ると評している。
セリダ・ミルウェイ (Selida Mylwaye)
女性。一等兵。新兵としてレプス部隊に着任してくる。
母親は人気女優であったが、連邦のプロパガンダ映画（コロニー独立反対派として知られた映画監督の作品。また監督がセリダの父親ではないかとのゴシップも出ている。）に出演したことから、サイド3マスコミおよび住民から売国奴と批難され、開戦前には既に精神を病んで寝たきりに近い生活を送っていた。
心理カウンセラーの卵でもあり、軍の上層部からは母親の治療と引き換えに、一般人であったユーリーの精神的なケアを望まれている。
MSの操縦技量は低く、キャリフォルニアベース軍事パレードの防衛戦でもハッティから「動きが素人くさい」「1機では何もできない」と見逃されている。
アントレ
レプス部隊母艦の艦長。当初はムサイ級、地上ではザンジバル級。作戦中でもユーリーへのインタビューを試みるジオン国営放送従軍記者団には良い感情を抱いていない。
フリオという息子がいて、MSのエースパイロットであったが、作戦のため息子を死地に追いやった過去がある。
マ・クベ
『機動戦士ガンダム』の登場人物。階級は大佐。オデッサ基地陥落後、グラナダ基地に身を寄せている。『機動戦士ガンダム』同様にウラガンが副官を務めている。
サッカーを含め、スポーツには疎いが宇宙世紀以前から続くサッカーという文化の担い手の1人としてユーリーに興味を抱き、面会を行う。
アントレに請われ、キャリフォルニアベース軍事パレードの防衛戦でザクIIを失ったユーリーのための新型MSを手配する。
グラナダ基地からソロモン戦への増援を率いて出撃し、戦死したことがユーリーに伝えられる。
エリーズ
髪の長い女性士官。フリオとの写真をペンダントに納めている。
リーゼイ、ウルスラ
レプス部隊のMS搭乗員。キャリフォルニアベース軍事パレードの防衛戦ではハッティ、レービーの2人に機体を大破させられたものの、軽傷。グラナダでマ・クベ手配の補充機体がユーリーは専用機だったのに自分たちはザクIIであったことに文句を言っていた。
クラウデン・マリン
少尉。かつては名サッカープレイヤーであり得点王にも輝いた。引退後はオクラント・レプスの監督も勤めていた。ユーリーを見出し指導を行っており、サッカーファンからは2人の関係は「本物の親子のようだ」と言われていた。
開戦後、すぐに地球部隊に配属されていたが連絡が取れず、ユーリーからはチームメイトと同様に死亡したものと思われていた。戦傷で右目に眼帯をしている。妻もいたが、戦争の犠牲となっている。
中東戦線では「砂塵嵐（サンドストーム）」の二つ名で恐れられているMSパイロット。乗機はドム・トロピカルテストタイプ。
作戦中に重傷を負い、レプス部隊が地上に撤収した際には部隊と共に月のグラナダへと向かう。
モンメルリ
レプス部隊が救出に派遣された重要人物で、「博士」と呼ばれる。医師団の一員としてオデッサ基地に派遣されていた。ただし、兵からは「周辺の村から子供を集め、人体実験の末、大量虐殺を行った猟奇殺人者」とも言われている。地球を脱出した後はフラナガン機関に配属される。

### 地球連邦軍関係者
マーレ・カルーア (Mare Kahlua)
地球連邦軍女性士官。サイド5集積所の輸送部隊の長。胸が大きく、胸の谷間が大きく見えるほど制服の襟元を開けていることが多い。上官の前では襟まで閉じることもあるが、はじけ飛んだこともある。
情報を引き出すため、捕らえたガトル小隊の兵に南極条約違反の暴行を加える。部下からは「マーレ様」と呼ばれている。サイド5集積所のMSを無断で使用し、レプス部隊に撃破されたことで責めを負い、シモンや部下ともどもサイド6に左遷されるが、問題行動が多く、早々にルナツーへ呼び戻される。
難航するキャリホルニアベース奪還用MS開発計画がシモンの手にしたガンダムの設計図で解消することをネタに上官であるエルレ中佐を恫喝し（開発主任であるエムエム・クルガがエルレの妹ということもある）、キャリフォルニアベース軍事パレード妨害作戦の責任者となる。その際に少佐へ昇進。
乗艦トラファルガをセリダに撃沈され戦死。
シモン・バラ
強豪サッカーチーム「テッラ・デイ・パレルモ」のキャプテンであり、総合MVPを獲得する名選手としてサッカーファンにも知名度は高い。ポジションはセンターバック。ユーリーとはギャラクシーリーグ決勝で対戦し、敗れた。志願して連邦宇宙軍へ入隊している。
サイド5集積所の戦いでユーリーに敗れ、上官のマーレともども降格（シモンは伍長に降格）と共にサイド6に左遷。テム・レイの監視の任に付き、設計図を手に入れる。
キャリフォルニアベース軍事パレード妨害作戦ではマーレの推薦もあり、新たにフルアーマーガンダム（FA-78B）のパイロットとなるが、降格人事のために本来ならMS搭乗資格がないので、戦績としては残せない。
テム・レイ
『機動戦士ガンダム』の登場人物。本作では酸素欠乏症になった後は在住先のサイド6で連邦軍の監視下に置かれたという設定であり、そこにシモンが監視要員として左遷されてくる。なお、原典で見られなかった普通の言動に出ることや、設計図を記すこともある。
後にサイド6で事故死したことがシモンに伝えられている。
レービー・マートル中尉、ハッティ・ドルングス大尉、ダニリー・マウンチ中尉
第226師団北米支部所属。キャリフォルニアベース軍事パレード妨害作戦のために派遣され、シモンとチームを組む熟練MSパイロット。本来ならハッティ・ドルングスがフルアーマーガンダムに搭乗する予定であった。口は悪いものの、サイド5宙域での戦闘実績からシモンがフルアーマーガンダムに乗ることを承諾し、サポート役に徹する。奇襲というのもあるが、2機でユーリーを除くグフなどのキャリフォルニアベース防衛MS隊、防空の航空機隊、レプス部隊のMS2機を殲滅した。
ダニリーはユーリーに、ハッティとレービーはセリダに撃墜されて戦死。
エムエム・クルガ
ガンダム（FA-78B）の開発主任。ガンダムは調整に難航していたがテム・レイの設計図によって完成することになる。
最終話、UC0081時点では、月のアナハイム・エレクトロニクスでなんらかの開発を継続しているようだが、軍を辞めたシモンには「機密」としてそれ以上は語っていない。

## 書誌情報
- 矢立肇・富野由悠季（原作）、加納梨衣（漫画） 『機動戦士ガンダム バンディエラ』 小学館〈ビッグコミックス〉、全6巻
  1. 2020年5月12日発売[12]、ISBN 978-4-09-860611-5
  2. 2020年9月30日発売[13]、ISBN 978-4-09-860712-9
  3. 2021年2月26日発売[14]、ISBN 978-4-09-860856-0
  4. 2021年7月30日発売[15]、ISBN 978-4-09-861111-9
  5. 2021年10月29日発売[16]、ISBN 978-4-09-861170-6
  6. 2022年4月12日発売[17]、ISBN 978-4-09-861295-6